# 香川県立保育専門学院
香川県立保育専門学院（かがわけんりつほいくせんもんがくいん）は、香川県高松市にあった専修学校。1952年（昭和27年）7月に開院し、2005年（平成17年）には専修学校専門課程としての認可を受けたが、2011年（平成23年）3月31日を以って閉院した。

## 沿革
- 1952年（昭和27年）7月 - 香川県立保育専門学院開校。
- 2005年（平成17年） - 専修学校専門課程として認可を受ける。
- 2011年（平成23年）3月31日 - 閉院[1]。

## 所在地
〒761-8057 香川県高松市田村町字大竹1156番地

## 学科
- 保育科

## 取得資格・免許状
- 保育士資格
- 幼稚園教諭二種免許状
- 専門士（2005年（平成17年）12月26日より）[2]

## 概要
- 全国でも屈指の公立保育専門学校。公立であるため学費が至って安い。

## 入試
- 国語や英語のほかに社会科目（日本史、世界史などから選択）もあり、一般の保育専門学校よりも入学難易度が高い。また、音楽実技試験（ピアノ、弾き歌いなどから選択）もあり、入念な対策が必要である。

## 就職状況
- 2005年（平成17年）度卒業生50人の進路先は以下の通りである。
  - 保育所40人
  - 幼稚園7人
  - 福祉施設2人
  - その他1人